# 黎襄翼帝
黎襄翼（越南语：／；1495年7月16日（洪德二十六年六月二十五）—1516年5月8日（洪順八年四月初七）），名黎瀠（越南语：／），又名黎晭（越南语：／），諡號襄翼帝，是越南後黎朝第九任皇帝。他殺害威穆帝黎濬，改元洪順。

## 生平
襄翼帝早年被封簡修公（越南语：／），後來在1509年殺威穆帝奪位。即位之初，襄翼帝銳意「恢太祖立極之圖，弘聖宗覿文之治」，不但開啓經筵，又頒治平寶範五十條於國內，敷敎愼罰，似乎要有所作為，可是後來他卻和前任的威穆帝一樣，只是玩樂，不理政事，又大興土木，重役疲亡，在位期間國內史稱「小民失業，盗賊滋起」。
1512年，中國明朝使者潘希曾前往越南，冊封襄翼帝為「安南國王」，並賜予他皮弁冠服一副，常服一套，雙方又互相以詩唱和。越南史料記錄潘希曾認為襄翼帝「貌美而身傾」，諷稱他為「豬王」（越南语：／）。
黎瀠任內有數次內亂，又聽從匠人武如蘇之言，大興土木，使得民眾困苦，士卒疲勞。最後他被一位大臣社堂燒香官陳皓及其子陳昺所弒，廢他為靈隱王（越南语：／）。《大越史記全書》則是記載，陳暠造反，大臣鄭惟㦃趁機弒帝。昭宗即位後，於光紹二年五月二十八（1517年6月16日）尊為襄翼帝。
《大越史記全書》記載：
|  | 鄭惟㦃弒帝於太學門。先是惟㦃以數諫帝忤旨被杖，惟㦃乃與黎廣度、程志森等同謀廢立，整飭船艘器械，在太極津聲言討賊。初六日夜二更，將金吾護衛三千餘人入北辰門，帝聞之，疑有賊，乃出幸寶慶門外。七日昧爽，有承旨阮瑀從帝間行過太學門，至碧溝坊朱雀池，帝遇惟㦃，問曰：「賊在何方？」惟㦃不答，顧他大笑。帝揮馬而西，惟㦃使武士名幸者橫矟刺帝，墜馬，弒之。阮瑀亦死之。 |

襄翼帝妻子欽德皇后阮氏璹，同時被鄭惟㦃所弒，無子，僅有3個女兒，包括寶福公主。

## 評價
《大越史記全書》：「帝卽位之初，敷敎愼罰，亦足以有為也。然優游不斷，土木紛紜，小民失業，盗賊滋起，馴致危亡，實由於此。」

## 家庭

### 妻妾
- 欽德皇后阮氏璹

### 子女
- 女
  1. 寶福公主黎壽肅
  2. 皇女黎壽元
  3. 皇女黎壽敬